# Персиц, Рафи
Раафи (Рафи, «Рафушкин», Рафаэль Йосеф Арье) Персиц (ивр. רפי פרסיץ‎, англ. Raaphi Persitz; 26 июля 1934, Тель-Авив — 4 февраля 2009, там же) — швейцарско-израильский шахматист, наицональный мастер, журналист и финансовый аналитик.

## Биография
Сын юриста и банкира Акивы Персица, внук Иосифа Персица и Шошанны Персиц (Златопольской). Родственник советского шахматиста Б. Д. Персица.
Чемпион Израиля среди юниоров 1951 г.
Окончил Баллиол-колледж Оксфордского университета. Входил в университетскую шахматную сборную. В 1954, 1955 и 1956 гг. участвовал в традиционных матчах со сборной Кембриджского университета. Также входил в сборную графства Оксфордшир. В шахматной прессе описан случай, произошедший в 1954 г. Утром Р. Персиц выиграл партию в матче со сборной Кембриджского университета, сел на поезд до Суиндона и участвовал в матче со сборной графства Глостершир, где на 1-й доске одержал победу над известным мастером К. Александером.
В 1953 г. представлял Англию на юниорском чемпионате мира.
В 1954 г. стал победителем турнира молодых английских шахматистов в Илфорде.
В составе сборной Англии четырежды участвовал в командных чемпионатах мира среди студентов (1954, 1956 и 1957 гг.; в 1954 г. завоевал индивидуальную золотую медаль на 2-й доске; в 1956 и 1957 гг. выступал на 1-й доске).
По окончании учебы вернулся в Израиль, позже жил и работал в Швейцарии. По возвращении из Швейцарии работал экономическим обозревателем в израильских газетах.
В составе сборной Израиля участвовал в шахматной олимпиаде 1960 г.
Участвовал в нескольких сильных по составу международных турнирах, в том числе дважды в традиционных рождественских турнирах в Гастингсе (1955 / 56 и 1968 / 69 гг.).
В 1965 г. завоевал бронзовую медаль в чемпионате Израиля.
Много лет вел отдел, посвященный студенческим шахматам, в журнале «British Chess Magazine».
Был членом комиссии по страхованию при Академии иврита.
После смерти Р. Персица его шахматная библиотека была передана шахматному клубу в Тель-Авиве.

## Основные спортивные результаты
| Год         | Город             | Соревнование                                                         | +   | −   | =   | Результат      | Место      |
| ----------- | ----------------- | -------------------------------------------------------------------- | --- | --- | --- | -------------- | ---------- |
| 1953        | Копенгаген        | Юниорский чемпионат мира (полуфинал) (финал В)                       | 4 3 | 4 2 | 1 2 | 4½ из 9 4 из 7 | 12—13      |
| 1954        | Илфорд            | Турнир молодых английских шахматистов                                | 4   | 1   | 0   | 4 из 5         | 1          |
|             | Осло              | Командный чемпионат мира среди студентов (сборная Англии, 2-я доска) | 6   | 0   | 3   | 7½ из 9        | 1 на доске |
| 1955        | Любляна           | Международный турнир                                                 | 4   | 10  | 3   | 5½ из 17       | 16—17      |
| 1955 / 1956 | Гастингс          | Международный турнир                                                 | 2   | 4   | 3   | 3½ из 9        | 6—7        |
| 1956        | Уппсала           | Командный чемпионат мира среди студентов (сборная Англии, 1-я доска) | 3   | 1   | 6   | 6 из 10        |            |
| 1957        | Рейкьявик         | Командный чемпионат мира среди студентов (сборная Англии, 1-я доска) | 3   | 6   | 4   | 5 из 13        |            |
| 1958        | Хайфа — Тель-Авив | Международный турнир                                                 | 6   | 3   | 4   | 8 из 13        | 3          |
| 1960        | Лейпциг           | XIV Олимпиада (сборная Израиля, 4-я доска)                           | 6   | 4   | 2   | 7 из 12        |            |
| 1961        | Нетания           | Международный турнир                                                 | 5   | 4   | 4   | 7 из 13        | 7—8        |
| 1965        | Тель-Авив         | Чемпионат Израиля                                                    | 7   | 2   | 6   | 10 из 15       | 3          |
| 1968 / 1969 | Гастингс          | Международный турнир                                                 | 2   | 5   | 4   | 4 из 11        | 8—10       |